# Bill Ferrar
Bill Ferrar   (Bristol, 21 d'octubre de 1893 - Oxford, 22 de gener de 1990) va ser un matemàtic anglès.

## Vida i Obra
Ferrar va néixer al barri de St Pauls de Bristol, fill d'un fanaler municipal. Va fer els estudis secundaris a Bristol on, el 1912, va obtenir una beca per estudiar al Queen's College d'Oxford. Els seus estudis superiors van ser interromputs per la Primera Guerra Mundial, durant la qual va ser primer telefonista de l'artilleria i després oficial d'intel·ligència a França. Acabada la guerra, va tornar a Oxford on es va graduar el 1920.
Des del 1920 fins al 1924 va ser professor al University College de Bangor (Gal·les) i el 1925 es va incorporar a la universitat d'Edimburg amb el professor Edmund Whittaker. Va publicar els seus primers articles sobre sèries convergents, teoria de la interpolació i teoria de nombres. El 1925 va ser elegit membre de la Royal Society d'Edimburg. Aquest mateix any, la tardor, va assumir un nou paper a la universitat d'Oxford, essent nomenat fellow del Hertford College. El 1937 es va convertir en tresorer del Hertford i, a partir de 1959, en va ser el degà, fins al seu retir el 1964.

### Llibres publicats
- A Textbook of Convergence (1938)
- Algebra: a Textbook of Determinants, Matrices and Quadratic Forms (1941, 2a ed. 1957)
- Finite Matrices (1951)
- Mathematics for Science (1965)
- Calculus for Beginners (1967)
- Advanced Mathematics for Science (1969)[3]
- Differential Calculus
- Higher Algebra